# Tajan Veliki
Koordinati:   42°48′58″N, 16°59′23″E
Tajan Veliki je majhen nenaseljen otoček v Jadranskem morju (Hrvaška).
Tajan Veliki, na katerem stoji svetilnik, leži med otokoma Korčula in Lastovo, od katerega je oddaljen okoli 9 km. Njegova površina meri 0,02 km². Dolžina obalnega pasu meri 0,7 km. Najvišji vrh je visok 21 mnm.
Iz pomorske karte je razvidno, da svetilnik, ki stoji na sever|severozahodni srtrani otočka, oddaja svetlobni signal: B Bl 5s. Nazivni domet svetilnika je 8 milj.